# 金子清邦
金子 清邦（かねこ きよくに）は、幕末の武士。江戸時代末期の出羽上山藩の中老で死後に家老となった。
上山藩に仕えた家老（中老）である。天保11年（1840年）に陸奥仙台藩の大槻平泉の門下となる。弘化4年（1847年）に藩校である明新館の都講となる。以後、藩校の改革に専念し、中沢雪城など有能な人材を多く招聘して校風刷新と士風の振興に尽力した。
このときの実力を藩主からも評価され、家老に任命された。清邦は積極的な藩政改革（産業振興・文武奨励・洋式軍隊の整備等）を行なった。慶応3年（1868年）12月25日、藩主の松平信庸に従って江戸三田における薩摩藩邸襲撃に参加したが（江戸薩摩藩邸の焼討事件）、このときに流れ弾に当たって重傷を負い、それが原因で翌日に死亡した。享年45。